# Гавриленко, Анна Витальевна
Анна Витальевна Гавриленко (10 июля 1990, Свердловск) — российская гимнастка, член национальной сборной России (с 2003 года). Олимпийская чемпионка 2008 года. Многократная чемпионка мира 2007 года, многократная чемпионка Европы 2006 года. В октябре 2008 года спортсменка заявила о завершении спортивной карьеры.
Выступала за МГФСО «Динамо» Москва.

## Награды и звания
- Орден Дружбы — За большой вклад в развитие физической культуры и спорта, высокие спортивные достижения на Играх XXIX Олимпиады 2008 года в Пекине[1]
- Заслуженный мастер спорта России